# Таласи демократизације
Талас демократизације јесте група транзиција из недемократских у демократске режиме која наступа у одређеном временском периоду, а бројношћу значајно превазилази истовремене транзиције у супротном смеру. У такав талас обично спадају и либерализација или делимична демократизација у оним политичким системима који не постану сасвим демократски. У модерном свету одиграла су се 3 таласа демократизације. Међутим, историја је неуредна и није једносмерна па тако за сваким од прва два таласа демократизације наступао је повратни талас у којем су се неке, али не све земље, које су претходно прешле у демократију вратиле недемократској владавини.

## Први талас демократизације (1828 – 1926)
Корени првог таласа јесу у америчкој и француској револуцији. Но, истински настанак националних демократских институција јесте феномен 19. века.
Саншајн предлаже два важна критеријума за одређивање тренутка кад деветнаестовековни политички системи стичу минималне демократске квалификације:
1. 50% одраслих мушкараца имају право гласа (жене још немају право гласа)
2. постоји одговорна извршна власт која мора одржавати подршку већине у изабраном парламенту, или се бира на периодичним општим изборима.
Ако прихватимо ова мерила можемо рећи да је у Сједињеним Државама први талас демократизације почео, отприлике, 1828. године.
Током следећих деценија друге земље су постепено проширивале право гласа, умањивале вишеструко гласање (вишеструко гласање – право појединца да да више од једног гласа ако је за гласање вишеструко квалификован, нпр. ако је власник више од једног земљишног поседа који носи право гласа), уводиле тајност гласања и установљавале парламентарну одговорност премијера и влада.
Швајцарска, Француска, Велика Британија и неколико мањих европских земаља прошле су транзицију у демократију пре краја 19. века. Непосредно пред Први светски рат у Италији и Аргентини су на власт дошли мање или више демократски режими. После рата, уз новостечену независност, Ирска и Исланд постале су демократске земље, а масовни продемократски покрети појавили су се у државама које су наследиле царства Романових, Хабзбурга и Хоенцолерна.
На самом почетку 30-их година 20. века, када је први талас био већ окончан, Шпанија и Чиле прешли су у табор демократских земаља.

## Први повратни талас (1922 – 1942)
Преовлађујући политички развој током 20-их и 30-их година 20. века било је окретање од демократије и повратак на традиционалне облике ауторитарне владавине или увођење нових, масама окренутих, бруталнијих и свеобухватнијих облика тоталитаризма. Такви обрти дешавали су се углавном у оним земљама које су демократске облике биле прихватиле непосредно пред Први светски рат или после њега, у којима не само што је демократија била нова, него је то у многим случајевима била и нација.
Први повратни талас започео је 1922. године маршем на Рим и лаким Мусолинијевим обрачуном са крхком и прилично корумпираном демократијом у Италији. Освојивши власт 1933. године, Хитлер је окончао демократију у Немачкој, побринуо се за то да наредне године демократија пропадне и у Аустрији, а нешто касније, 1938. године, срушио је демократију и у Чешкој.
Следе војни пучеви и диктатуре – Грчка, Португал, Бразил, Аргентина, Шпанија, Јапан
Грчка је претрпела повратни талас после 1920. године. Португал је 1926. године претрпео војни удар који је водио дуготрајној Салазаровој диктатури. Војска је преузела власт и у Бразилу и у Аргентини. Војни удар је 1936. године изазвао грађански рат и пропаст шпанске републике 1939. године. Новоуведена, ограничена, јапанска демократија из 20-их година 20. века, замењена је војном влашћу почетком 30-их година.
Ове промене режима одражавале су успон комунистичке, фашистичке и милитаристичке идеологије. У Француској, Британији и другим земљама демократске институције су се одржале.

## Други талас демократизације (1943 – 1962)
Почевши у Другом светском рату, наступио је други, кратак талас демократизације. Савезничка окупација условила је увођење демократских институција у Западној Немачкој, Аустрији, Италији, Јапану и Кореји, док је совјетски притисак затро зачетке демократије у Чехословачкој и Мађарској. У овом таласу Грчка и Турска су кренуле ка демократији. У Латинској Америци, Уругвај и Бразил су такође прешли у демократију, па онда и друге латиноамеричке државе, али демократска пракса није потрајала и убрзо је замењена диктатурама.
За то време почетак краја западњачке колонијалне владавине омогућио је настанак једног броја нових држава. У многима од њих није уложен никакав стварни напор да се уведу демократске институције.

## Други повратни талас (1958 – 1975)
Почетком 60-их година 20. века, други талас демократизације био је већ посустао. Крајем 50-их година политички развој и транзиције режима снажно су скретали ка ауторитаризму. Ова промена је била најдраматичнија у Латинској Америци. 60-их година у Латинској Америци 9 од 10 земаља је имало демократију. До 1973. године постојале су само две демократске земље: Венецуела и Колумбија. Заокрет ка ауторитаризму почео је у Преуу 1962. године. Бразил и Аргентина су се вратиле на ауторитаризам.
У Азији војска је увела војне законе у Пакистану 1958. године, затим у Индонезији је индонежанска војска окончала вођену демократију и преузела власт у својој земљи (1965). 70-их година уводе се војни закони на Филипинима, а Индира Ганди је суспендовала демократске процедуре и прогласила ванредно стање у Индији.
У области Медитерана, грчка демократија је поново поклекла, а у Турској војска је збацила цивилну власт (војни удар).
Током 60-их година 20. века неколико британских колонија ван Африке стекло је независност и успоставило владавину демократских режима која је потрајала прилично дуго. Овде спадају Јамајка и Тринидад и Тобаго, затим Малта, Барбадос и Маурицијус. Но, далеко највише земаља које су независност стекле током 60-их година било је у Африци. Деколонизација Африке изазвала је највећи пораст броја независних, ауторитарних влада у историји.
На глобалном нивоу, покретање од демократије у 60-им и раним 70-им годинама 20. века било је упечатљиво. По једној процени, 1/3 од 32 функционалне демократије у свету из 1958. постала је ауторитарна до половине 1970-их.

## Трећи талас демократизације (1974 –)
1974 – 1989: 30 земаља у Европи, Латинској Америци и Азији је демократизовано.
Тај демократски талас најпре се манифестовао на југу Европе. Трећи талас демократизације је најпре почео у Португалу 1974. године. Три месеца после удара у Португалу, војни режим у Грчкој се срушио. Потом, 1975. године, тридесетшестогодишња владавина генерала Франциска Франка у Шпанији окончала се његовом смрћу. 
Крајем 70-их година 20. века демократски талас прешао је и у Латинску Америку. У Еквадору, Перуу, Боливији долази до војног повлачења, односно до силаска војске са власти и до избора, када су изабрани цивилни представници власти. 1982. године пораз у рату против Велике Британије поткопао је аргентински војни режим и одвео до избора цивилног председника и владе 1983. године. У Бразилу дуготрајни процес познат као abertura, тј. „отварање“ који је у Бразилу отпочео 1974. године, стигао је након 10 година до одлучујућег тренутка, када је изабран цивилни председник. Народ је у Чилеу 1988. године на референдуму изгласао окончање дугогодишње владавине генерала Пиночеа, а потом је изабран и цивилни председник.
Демократски покрет се манифестовао и у Азији. 1977. године Индија, прва демократија трећег света, после годину и по дана ванредног стања, вратила се на демократску стазу. Такође, на Филипинима и на Тајвану долази до успостављања демократије.
Демократски талас запљуснуо је и комунистички свет. Мађарска је 1988. године започела транзицију у вишепартијски систем. Почетком 90-их година вишепартијски системи развијали су се у балтичким републикама, а Комунистичка партија Совјетског Савеза одрекла се своје водеће улоге. У Пољској је Солидарност 1989. године збрисала конкуренте на изборима и изабрана је некомунистичка влада. Лидер солидарности, Лех Валенса, изабран је за председника, заменивши на том месту генерала Јарузелског. 1989. године срушили су се комунистички режими у Источној Немачкој, Чехословачкој и Румунији, а вишестраначки избори у тим земљама одржани су 1990. године.
Америчком војном интервенцијом 80-их година окончана је марксистичко-лењинистичка диктатура на Гренади, као и војна диктатура у Панами.
У 70-им и почетком 80-их година 20. века наступила је и завршна фаза европске деколонизације. Ликвидирањем остатка британске империје настало је десетак мајушних нових држава; скоро у свима су се одржале демократске институције.
Јужноафричка влада је 1978. године полако започела да умањује апартхејд и шири учешће у политици оних мањина које нису беле боје коже.
У целини, покрет ка демократији био је глобална појава. За 15 година демократски талас прешао је преко југа Европе, запљуснуо Латинску Америку, прешао у Азију и десетковао диктаторске режиме совјетског блока („ефекат грудве снега“ – понављање истих тенденција у другој земљи нпр. 1989. година).
У одређеном смислу, таласи демократизације и повратни таласи упућују на образац „два корака напред, један корак назад“. До данас је сваки од повратних таласа поништавао неке, али не све транзиције у демократију из претходног таласа демократизације.